# Бенкет Бабетти
«Бенкет Бабетти» (дан. Babettes gæstebud) — данський драматичний фільм 1987 року, поставлений режисером Габріелем Акселєм за однойменною повістю Карен Бліксен 1958 року. Світова прем'єра стрічки відбулася у травні 1987 року на 40-му Каннському міжнародному кінофестивалі, де вона брала участь у програмі секції «Особливий погляд» та отримала Спеціальну згадку екуменічного журі. Фільм став першою данською кінороботою, що отримала премію «Оскар» Американської академії в категорії «Найкращий фільм іноземною мовою» (1988) .

## Сюжет
У невеликому рибальському селі на заході Ютландії лютеранський проповідник організував зі своїх прихожан сувору й аскетичну секту. Його дочки, названі на честь Мартіна Лютера і Філіппа Меланхтона, в усьому допомагали батькові та після його смерті продовжили парафіяльні збори. Мартіна, вірна повинності слухняної християнки, відкинула залицяння молодого офіцера, Філіппа відмовилася від кар'єри співачки, віщованої їй знаменитим французьким оперним співаком, Ахіллом Папеном, який приїхав набратися сил на морському узбережжі.
Так склалося, що через багато років сестри взяли у будинок прислугою француженку Бабетту, що втекла з охопленого терором революційного Парижу. Для жінок з їхнім скромним сільським життям зовсім не була потрібна куховарка, але Бабетта, яка приїхала з рекомендаційним листом Папена, навідріз відмовилася від будь-якого іншого місця.
Довгі роки Бабетта готувала нехитрі наїдки для своїх гостинних хазяйок, допоки з Парижу не прийшла дивовижна звістка — лотерейний білет, давно куплений Бабеттою, виявився виграшним і їй належало отримати десять тисяч франків. Сестри привітали її з виграшем, старанно приховуючи свій смуток від майбутньої розлуки.
Перед від'їздом Бабетта попросила дозволу почастувати святковим обідом паству, що збиралася відзначити 100-річний ювілей свого проповідника у будинку сестер. Вона домовилася з одним зі своїх знайомих про доставку найкращих продуктів і вин з Парижу. У цьому крилася її невелика таємниця — в минулому житті вона була найкращим кухарем знаменитого серед гурманів «Кафе Англез».
Обід пройшов блискуче, генерал (що був колись тим самим закоханим лейтенантом), який був присутнім серед гостей, дав зрозуміти, що якість приготованих страв відповідає найвищим стандартам. Скромні жителі села, аскетичні й помірні в наїдках, задовольняються рибою та хлібною юшкою, були зачаровані калейдоскопом страв, що йшли одна за одною, та вишуканих вин.
Після прощання з гостями, що розходилися в найпрекраснішому настрої, Бабетта зізналася, що всі десять тисяч були нею витрачені на купівлю продуктів, адже саме стільки коштував би званий обід на дюжину персон у хорошому французькому ресторані. Тепер, коли в неї немає грошей, а вдома не залишилося нікого з тих, хто так довго чекав її повернення, Бабетта просила сестер не відмовити їй у проханні залишитися у них назавжди.

## У ролях
| • Стефан Одран              | … | Бабетта Герсант           |
| • Боділ К'єр                | … | Філіппа                   |
| • Біргітте Федерспіль       | … | Мартіна                   |
| • Ярл Кулле                 | … | генерал Лоренс Левенгельм |
| • Жан-Філіпп Лафонт         | … | Ахілл Папен               |
| • Бібі Андерссон            | … | шведська гофдама          |
| • Аста Еспер Гаген Андерсен | … | Анна                      |
| • Томас Антоні              | … | шведський лейтенант       |
| • Герт Бастіан              | … | бідняк                    |
| • Вігго Бенцон              | … | рибак                     |
| • Лізбет Мовін              | … | вдова                     |

## Знімальна група
- Автор сценарію — Габріель Аксель, за повістю Карен Бліксен «Бенкет Бабетти» (дан. Babettes gæstebud, 1958)
- Режисер-постановник — Габріель Аксель
- Продюсер — Юст Бетсер, Бо Крістенсен, Карен Бентзон, Пернілль Сісбай
- Лінійний продюсер — Томас Лідгольм
- Оператор — Геннінг Крістіансен
- Композитор — Пер Норгаард
- Монтаж — Фінн Генріксен
- Художник-постановник — Свен Віхман
- Художник з костюмів — Аннелізе Гауберг, Карл Лагерфельд, Піа Мюрдаль

## Нагороди та номінації
| Список нагород та номінацій                       | Список нагород та номінацій | Список нагород та номінацій                            | Список нагород та номінацій | Список нагород та номінацій | Список нагород та номінацій |
| Кінофестиваль/Кінопремія                          | Рік                         | Категорія                                              | Номінант(и)                 | Результат                   | Дж                          |
| ------------------------------------------------- | --------------------------- | ------------------------------------------------------ | --------------------------- | --------------------------- | --------------------------- |
| Каннський міжнародний кінофестиваль               | 1987                        | Приз екуменічного журі — Спеціальна згадка             | Габріель Аксель             | Перемога                    |                             |
| Руанський скандинавський кінофестиваль            | 1988                        | Гран-прі журі                                          | Бенкет Бабетти              | Перемога                    |                             |
| Руанський скандинавський кінофестиваль            | 1988                        | Приз глядачів                                          | Бенкет Бабетти              | Перемога                    |                             |
| Премія «Оскар»                                    | 1988                        | Найкращий фільм іноземною мовою                        | Бенкет Бабетти              | Перемога                    |                             |
| Італійський національний синдикат кіножурналістів | 1988                        | «Срібна стрічка» найкращому режисеру іноземного фільму | Габріель Аксель             | Номінація                   |                             |
| Італійський національний синдикат кіножурналістів | 1988                        | «Срібна стрічка» найкращій іноземній акторці           | Стефан Одран                | Перемога                    |                             |
| Кінофестиваль «Роберт»                            | 1988                        | Найкраща акторка                                       | Стефан Одран                | Перемога                    |                             |
| Спільнота кінокритиків Канзас-Сіті                | 1988                        | Найкращий іноземний фільм                              | Бенкет Бабетти              | Перемога                    |                             |
| Премія «Золотий глобус»                           | 1989                        | Найкращий фільм іноземною мовою                        | Бенкет Бабетти              | Номінація                   |                             |
| Премія BAFTA                                      | 1989                        | Найкращий неангломовний фільм                          | Бенкет Бабетти              | Перемога                    |                             |
| Премія BAFTA                                      | 1989                        | Найкращий фільм                                        | Бенкет Бабетти              | Номінація                   |                             |
| Премія BAFTA                                      | 1989                        | Найкраща режисура                                      | Габріель Аксель             | Номінація                   |                             |
| Премія BAFTA                                      | 1989                        | Найкраща акторка                                       | Стефан Одран                | Номінація                   |                             |
| Премія BAFTA                                      | 1989                        | Найкращий сценарій                                     | Габріель Аксель             | Номінація                   |                             |
| Премія BAFTA                                      | 1989                        | Найкращий оператор                                     | Геннінг Крістіансен         | Номінація                   |                             |
| Премія «Сезар»                                    | 1989                        | Найкращий фільм з Європейського Союзу                  | Бенкет Бабетти              | Номінація                   |                             |
| Лондонське коло кінокритиків                      | 1989                        | Премія за найкращий фільм року                         | Бенкет Бабетти              | Перемога                    |                             |
| Лондонське коло кінокритиків                      | 1989                        | Акторка року                                           | Стефан Одран                | Перемога                    |                             |
| Аргентинська асоціація кінокритиків               | 1990                        | Найкращий іноземний фільм                              | Бенкет Бабетти              | Перемога                    |                             |